# Toxicity
| Recensione | Giudizio       |
| ---------- | -------------- |
| AllMusic   |                |
| Ondarock   | Pietra miliare |

Toxicity è il secondo album in studio del gruppo musicale statunitense System of a Down, pubblicato il 4 settembre 2001 dalla American Recordings.
L'album debuttò alla prima posizione negli Stati Uniti d'America, vendendo 220 000 copie; al 2010 ha venduto circa 12 milioni di copie nel mondo. Toxicity ricevette inoltre una nutrita schiera di recensioni positive da parte della critica specializzata e riscosse anche un ottimo successo di pubblico.
Nel giugno del 2017 la rivista Rolling Stone ha collocato l'album alla ventisettesima posizione dei 100 migliori album metal di tutti i tempi, e nel 2020 la rivista Kerrang! l'ha inserito al quarto posto nella sua lista dei 21 migliori album nu metal di sempre.

## Descrizione
L'album espande il lavoro di impegno politico e ricerca musicale iniziato con l'album precedente, mantenendo i riff estremi e i ritmi particolari, ma aggiungendo anche un senso di melodia in alcuni pezzi, facendoli risultare un po' più accessibili ad un pubblico più vasto. È distinguibile anche una forte componente di world music. Il brano ATWA è un riferimento all'omonimo movimento fondato dal criminale Charles Manson e ad alcuni omicidi da lui ordinati.
Nell'album inoltre è presente una traccia fantasma conosciuta come Arto, curata dal musicista armeno Arto Tunçboyacıyan, dove il gruppo interpreta con sonorità puramente tribali un inno della chiesa armena intitolato "Der Voghormya" ("Dio abbi pietà").

## Tracce
Testi di Serj Tankian, musiche di Daron Malakian, eccetto dove indicato.
1. Prison Song – 3:21 (testo: Serj Tankian, Daron Malakian)
2. Needles – 3:13 (Serj Tankian, Daron Malakian)
3. Deer Dance – 2:54 (testo: Serj Tankian, Daron Malakian)
4. Jet Pilot – 2:06 (musica: Shavo Odadjian, Daron Malakian)
5. X – 1:58
6. Chop Suey! – 3:30 (testo: Serj Tankian, Daron Malakian)
7. Bounce – 1:54 (musica: Shavo Odadjian, Daron Malakian)
8. Johnny – 2:08 (musica: Serj Tankian) – traccia bonus nell'edizione giapponese
9. Forest – 4:00
10. ATWA – 2:56 (testo: Serj Tankian, Daron Malakian)
11. Science – 2:42
12. Shimmy – 1:50 (musica: Serj Tankian)
13. Toxicity – 3:38 (musica: Shavo Odadjian, Daron Malakian)
14. Psycho – 3:45 (testo: Serj Tankian, Daron Malakian)
15. Aerials – 6:11 (testo: Serj Tankian, Daron Malakian) – contiene la traccia fantasma Arto

DVD bonus nell'edizione speciale
1. Behind the Scenes/Making of the Record

Toxicity (Limited Edition with Bonus DVD)
1. Toxicity (Video) – 3:52 (testo: Serj Tankian – musica: Shavo Odadjian, Daron Malakian)
2. Prison Song (Live) – 3:04 (testo: Serj Tankian, Daron Malakian – musica: Daron Malakian)
3. Chop Suey! (Live) – 3:13 (testo: Serj Tankian, Daron Malakian – musica: Daron Malakian)
4. Bounce (Live) – 1:56 (testo: Serj Tankian – musica: Shavo Odadjian, Daron Malakian)

## Formazione
Gruppo
- Serj Tankian – voce, tastiera, composizione strumenti ad arco
- Daron Malakian – chitarra, cori
- Shavo Odadjian – basso
- John Dolmayan – batteria

Altri musicisti
- Rick Rubin – pianoforte aggiuntivo
- Arto Tunçboyacıyan – voce e musica aggiuntiva in Science e nella traccia fantasma Arto
- Marc Mann – composizione aggiuntiva strumenti ad arco, arrangiamento e conduzione

Produzione
- Andy Wallace – missaggio
- David Schiffman – ingegneria
- Greg Collins e Darren Mora – ingegneria aggiuntiva
- Eddie Schreyer – mastering

## Classifiche

### Classifiche settimanali
| Classifica (2001-02) | Posizione massima |
| -------------------- | ----------------- |
| Australia            | 6                 |
| Austria              | 16                |
| Belgio (Fiandre)     | 8                 |
| Belgio (Vallonia)    | 25                |
| Canada               | 1                 |
| Danimarca            | 31                |
| Finlandia            | 8                 |
| Francia              | 23                |
| Germania             | 23                |
| Islanda              | 1                 |
| Italia               | 23                |
| Nuova Zelanda        | 7                 |
| Paesi Bassi          | 17                |
| Regno Unito          | 13                |
| Stati Uniti          | 1                 |
| Svezia               | 47                |
| Svizzera             | 31                |

### Classifiche di fine anno
| Classifica (2020) | Posizione |
| ----------------- | --------- |
| Portogallo        | 68        |
| Classifica (2024) | Posizione |
| Portogallo        | 113       |